# بيت صيدا
بيت صيدا مدينة تاريخية في الجولان تعتبر من المدن المقدسة في تاريخ المسيحية وعاش فيها كل من القديسين فيلبس وأندراوس وبطرس (يو 1: 44، 12: 21)، وقيل انه عاش فيها أيضا يعقوب ويوحنا. ويبدو ان منزل اندراوس وبطرس لم يكن يبعد كثيرا عن مجمع كفر ناحوم، ولعل بيت صيدا كانت قرية الصيد لمدينة كفر ناحوم. وهناك تضارب في تحديد موقعها.
وتوجد القرية على قمة جبلية صخرية شرق بلدة «خان منيا» التي تسمى «الشبخ على الصيادين» (أو على شيخ الصيادين) وتحمل في شقها الأول اسم أحد الاولياء في فترة تأسيسها، وتحتفظ في شقها الثاني بما يدل على أنها «بيت الصيادين» (أي بيت صيدا). ويوجد بالقرب منها موقع «عين التبغة» التي يظن كثيرون انها «بيت صيدا الجليل». تتدفق المياه الدافئة من العيون الغزيرة نحو خليج صغير في البحيرة، حيث تتجمع الأسماك باعداد هائلة، وهو ما ينشده الصيادون. فان كانت كفر ناحوم عند «خان منيا» فمعنى ذلك انهما كانتا متجاورتين.
وقد اندثر الكثير من الأسماء القديمة للمدن، كما تغيرت مواقع البعض الآخر مما يجعل من الصعب تحديد أماكنها بالضبط.
يعتقد الكثيرون من العلماء ان الإشارات الواردة في العهد الجديد إلي «بيت صيدا» تنطبق على مكان واحد هو «بيت صيدا جولياس». ولكن هذا الرأي يثير الكثير من الجدل إذ يظن البعض انه كانت هناك مدينتان بهذا الاسم إحداهما التي في عبر الأردن والثانية في الجليل. ويرى البعض أن كثرة الأسماك في كل منهما تبرر تكرارا نفس الاسم «بيت صيدا» أي بيت الصيد.

## أعلام
- أندراوس
- فيلبس
- يعقوب بن زبدي
- يوحنا بن زبدي
- يوحنا الإنجيلي
- بطرس